# Ocean One
El Ocean One (o conocido como O1) es un complejo de edificio ubicado en la ciudad de Panamá, en la Avenida Paseo del Mar, Costa del Este, junto al Corredor Sur. Es el cuarto rascacielos más alto de Panamá y el sexto de Latinoamérica con 207 m de altura.
Su construcción estuvo a cargo del arquitecto panameño Pinzón Lozano & Asociados Arquitectos y comenzó en el año 2005, convirtiéndose en el segundo edificio más alto de Panamá en el 2008, fecha en la cual es terminada, y superando al Aquamare de 198 metros. Ahora superada por el The Point y por su rascacielos hermano el Ocean Two.
Este edificio en su construcción se podía observar desde varios puntos de la ciudad, sobresaliendo por su gran altura en ese entonces.
En el 2008, el Ocean One fue el primer edificio en Panamá en superar los 200 metros de altura, y también fue uno de los edificios en construcción más alto del país, el Aqualina Tower en Punta Pacífica lo supera con su altura de 210 m.

## Datos clave
- Altura: 207 m.
- Espacio total - --- m².
- Condición: Construido.
- Rango: 	
  - En Panamá  2008 y 2009: 2.º lugar
  - En Latinoamérica 2008: 5.º lugar.
  - En Panamá 2009: 4.º lugar

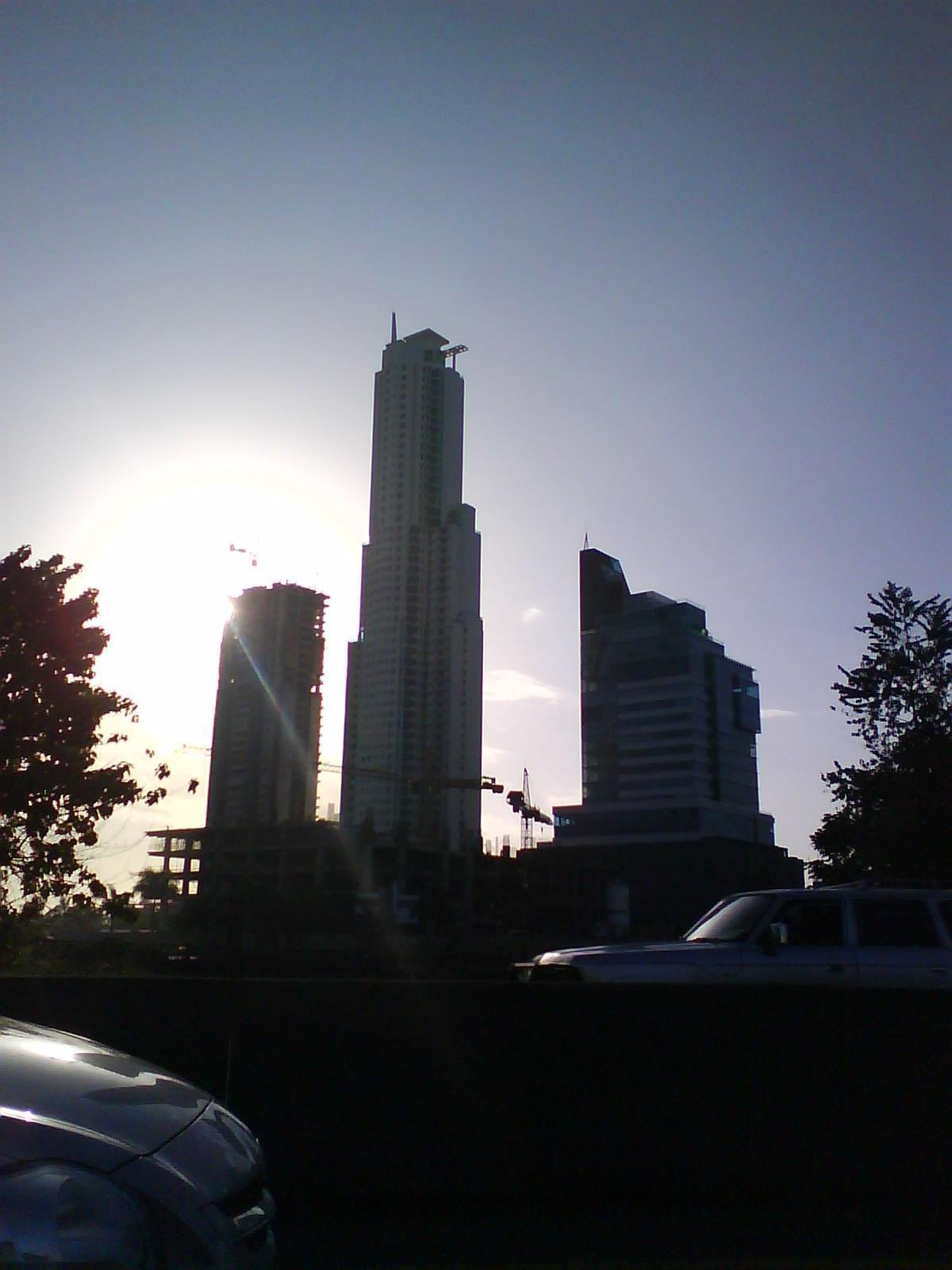
Desde el Corredor Sur